# Exetastes kotenkoi
Exetastes kotenkoi là một loài tò vò trong họ Ichneumonidae.